# Ixorida guentheri
Ixorida guentheri är en skalbaggsart som beskrevs av Paul Norbert Schürhoff 1935. Ixorida guentheri ingår i släktet Ixorida och familjen Cetoniidae. Inga underarter finns listade i Catalogue of Life.